# Jackson Chanet
Jackson Chanet (* 7. Februar 1978 in Saint-Dizier) ist ein ehemaliger französischer Boxer und Europameister bei den Amateuren und Profis.

## Amateurkarriere
Der 1,73 m große Sohn des Schwergewichts-Europameisters Jean-Maurice Chanet begann im Alter von zwölf Jahren mit dem Boxsport und bestritt seine Amateurkarriere ausschließlich im Schwergewicht. Er wurde 1995 Französischer Juniorenmeister, sowie 1998, 1999 und 2000 Französischer Meister. Im Mai 1999 startete er beim international besetzten französischen French Open Turnier, wo er den hoch eingeschätzten Nigerianer Samuel Peter auspunkten konnte und erst im Halbfinale gegen den Italiener Giacobbe Fragomeni unterlag.
Durch einen jeweils dritten Platz beim finnischen Tammer Turnier (Oktober 1999) und dem griechischen Acropolis Cup (Dezember 1999), qualifizierte er sich für eine Teilnahme bei den 33. Europameisterschaften 2000 in Tampere. Dort konnte er sich gegen Sebastian Köber aus Deutschland, Magomed Aripgadschiew aus Aserbaidschan, Emil Garai aus Ungarn und Sultan Ibragimow aus Russland durchsetzen und gewann damit die Goldmedaille. Zusammen mit dem Gewinn des englischen Multinationen-Turniers in Liverpool, hatte er sich zudem für die Teilnahme an den Olympischen Sommerspielen 2000 in Sydney qualifiziert. Dort kam er durch einen vorzeitigen Sieg gegen Mohamed Azzaoui aus Algerien ins Viertelfinale, wo er diesmal gegen den Russen Sultan Ibragimow eine Punktniederlage erlitt und auf dem 6. Platz ausschied.

## Profikarriere
Nach den Olympischen Spielen wechselte er ins Profilager und gewann seine ersten 26 Kämpfe in Folge. Dabei besiegte er unter anderem Zoltán Béres und wurde Französischer Meister im Halbschwergewicht sowie EU-Meister im Supermittelgewicht. Am 18. November 2005 gewann er den Europameistertitel der EBU im Supermittelgewicht; er besiegte dabei den ungeschlagenen Ukrainer Witali Tsipko einstimmig nach Punkten. Er verlor den Titel jedoch in seiner bereits ersten Verteidigung durch K.-o.-Niederlage an den Armenier Mher Mkrttschjan.
Ein erneuter Versuch, sich den EM-Gürtel zu sichern, scheiterte am 2. Dezember 2006 durch Punktniederlage gegen David Gogia aus Russland. Nach einer K.-o.-Niederlage am 7. Januar 2011 gegen den Serben Geard Ajetović, beendete er seine Boxkarriere mit einer Bilanz von 29 Siegen (15 K. o.) und 3 Niederlagen.